# Grosupeljščica
Grosupeljščica je večji potok, katerega struga se vije skozi Grosupeljsko kotlino na severozahodu Dolenjske.  V svojem toku ima več imen: izvira kot Veliki potok 9 km severovzhodno od Grosupljega in teče do mlina v Veliki Stari vasi, od njega do grosupeljskega zaselka Jerova vas kot Stari breg, po Grosuplju kot Grosupeljščica, v spodnjem toku od sotočja s Podlomščico pa kot Dobravka teče po Radenskem polju, kjer naposled ponikne. Starejša poimenovanja posameznih delov počasi nadomešča ime Grosupeljščica za celoten potok.